# مطوبس
مطوبس نام شهر و شهرستانی در استان کفر الشیخ مصر است.